# مخيال

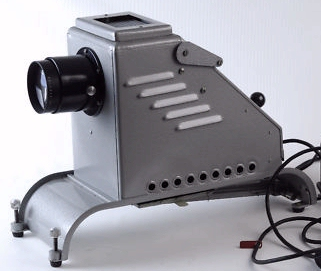
جهاز المخيال

المِخيال ضوء يستعمل لعكس صورة أغراض داكنة اللون أو شفافة على الشاشة وهو من مصطلحات علم النظريات.